# Donauschifffahrt

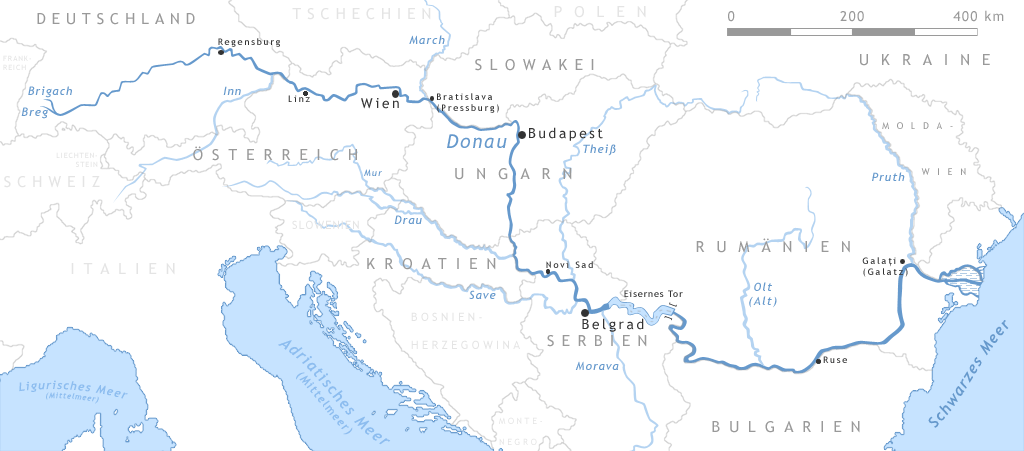
Verlauf der Donau

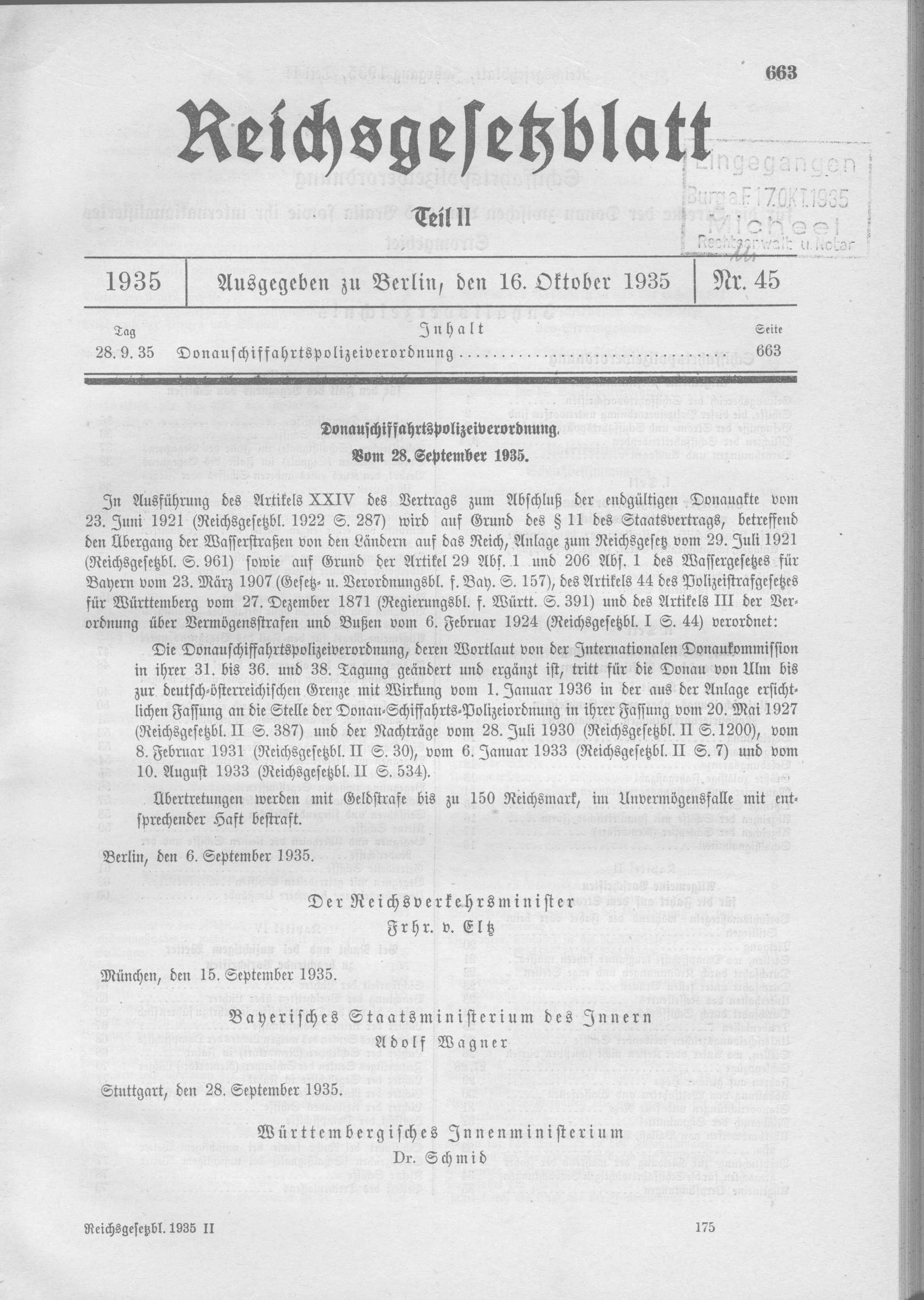
Donauschifffahrtspolizeiverordnung vom 28. September 1935

Die Donau und ihre Schifffahrt sind seit jeher miteinander verbunden. Auf dem rund 2.800 km langen Fluss bzw. Strom findet Binnenschifffahrt statt: Tagesausflugsschiffe, Kabinenschiffe, Frachtschiffe, Motorboote und andere Schiffstypen befahren ihn. Hier sollen der Fluss Donau, die historische Entwicklung der Donauschifffahrt und die heute wichtigsten Tagesausflugs-Schifffahrts-Unternehmen auf der Donau vorgestellt werden.

## Schifffahrt auf der Donau
Die Donau ist seit dem 20. Jahrhundert für die kommerzielle und die Freizeitschifffahrt erst ab Kelheim, fast 500 Kilometer unterhalb der Quelle, über eine Gesamtstrecke von 2415 Kilometern bis zur Mündung für die Binnenschifffahrt befahrbar. Technisch ist sie schon ab Ulm für Schiffe in den Maßen der historischen Ulmer Schachtel befahrbar. An Staustufen bestehen entsprechende Schleusen. Genutzt wird diese Infrastruktur aber nur für Dienstfahrten und Wartungsverkehr der Landeswasserstraße.
Mit dem Main-Donau-Kanal, der im September 1992 eröffnet wurde und bei Kelheim in die Donau mündet, gibt es nun eine durchgehende Wasserstraße von der Nordsee über Rhein und Main bis ins Schwarze Meer.
In der Binnenschifffahrt ist es üblich, die Donau in drei Bereiche einzuteilen:
- Obere Donau von Kelheim bis Komárom/Komárno
- Mittlere Donau von Komárom/Komárno bis Turnu Severin
- Untere Donau von Turnu Severin bis zur Mündung ins Schwarze Meer.

Die Donau ist zwischen Kilometer 0–1140 als Binnenwasserstraße der Klasse VII eingestuft, bis Regensburg als Klasse VIa,b, ab Regensburg als Klasse Vb und ab Main-Donau-Kanal bis Kelheim als Klasse II. Allerdings entspricht die Donau nicht allen Einstufungskriterien hinsichtlich Wassertiefe und Brückendurchfahrtshöhen. Die meisten Donaubrücken sind niedriger als die Rheinbrücken. Deshalb ist zum Beispiel die Containerschifffahrt auf drei Lagen begrenzt.

## Entwicklung der Donauschifffahrt

### Bereits vor den Römern benutzte Wasserstraße

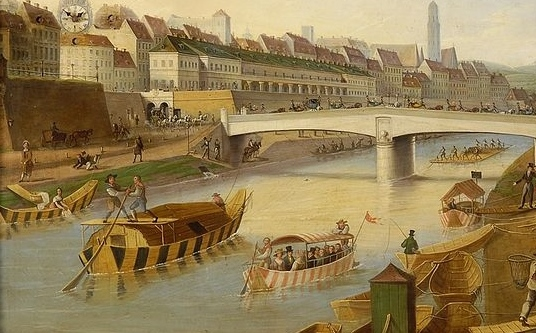
Flöße und Boote bei der Ferdinandsbrücke in Wien, 1825

Die Donau ist eine der ältesten und bedeutendsten europäischen Handelsrouten. Bereits in frühgeschichtlicher Zeit diente sie als Transportweg für Handelswaren wie zum Beispiel Pelze, die meist noch mit einfachen Flößen den Fluss entlang transportiert wurden. Das Römische Reich nutzte weite Abschnitte der Donau als Nordgrenze, den sog. nassen Limes und bewachte diesen mit Patrouillenbooten, Navis lusoria, und betrieb auf der Donau Frachtschifffahrt. Bis in die Neuzeit wurden Boote, die nach dem langen und damals stellenweise gefährlichen Weg ihren Zielhafen erreicht hatten, häufig demontiert und als Bauholz verkauft. Wenn mit dem beschwerlichen und langsamen Rückweg auf Schiffen nicht genug verdient werden konnte, wurde dieser vermieden. Typisch für die Donauschifffahrt waren deshalb einfache Schiffskonstruktionen wie Zillen (siehe auch Ulmer Schachteln) und Plätten, die am Oberlauf ab Ulm (am Inn ab Hall in Tirol) verkehrten, und den Holzverbrauch im Vergleich zum Bau von Flößen reduzierten. Größere Zillen mit Längen bis ca. 30 Metern und 2 Tonnen Zuladung, die Kelheimer, oder Ulmer Ordinarischiffe wurden gelegentlich mit lohnender Ladung wie Wein, Salz u. ä. stromaufwärts zurückgezogen. In der Regel zog man jedoch nur kleinere Zillen mit den Habseligkeiten der Schiffer stromaufwärts.
Über die Jahrtausende konnten Boote stromaufwärts nur durch Treideln entlang der hier Treppelpfade genannten Leinpfade vorankommen. Dabei wurden die Boote zuerst von Menschen, ab dem 15. Jahrhundert zunehmend von Zugtieren stromaufwärts gezogen. Außerdem setzte man nach Abschaffung der Todesstrafe durch Kaiser Joseph II. in der Habsburgermonarchie um 1787 aus wirtschaftlichen Gründen und weil es abschreckender und empfindlicher sein sollte, Sträflinge stattdessen zum Treideln auf der Donau ein. Viele der Verurteilten überlebten jedoch diese Tortur nicht.
Diese späteren Schiffszüge waren streng organisiert und umfassten bis zu 60 Pferde und ebenso viel Mannschaft. Als Schiffe kamen ein oder mehrere Kelheimer, auch Hohenau genannt, zum Einsatz und stets mehrere Zillen und Plätten als Funktionsschiffe für Tauwerk, Pferde und Vorräte. Wegen des weit verästelten Flusssystems mit wechselnden Untiefen war ein solcher Schiffszug sehr langsam unterwegs. Oft ging es an einem Tag nur wenige Kilometer voran. Häufig musste mitsamt Pferden die Flussseite gewechselt werden; Wetter und Wasserführung behinderten zusätzlich das Vorankommen.

### Dampfschifffahrt auf der oberen Donau

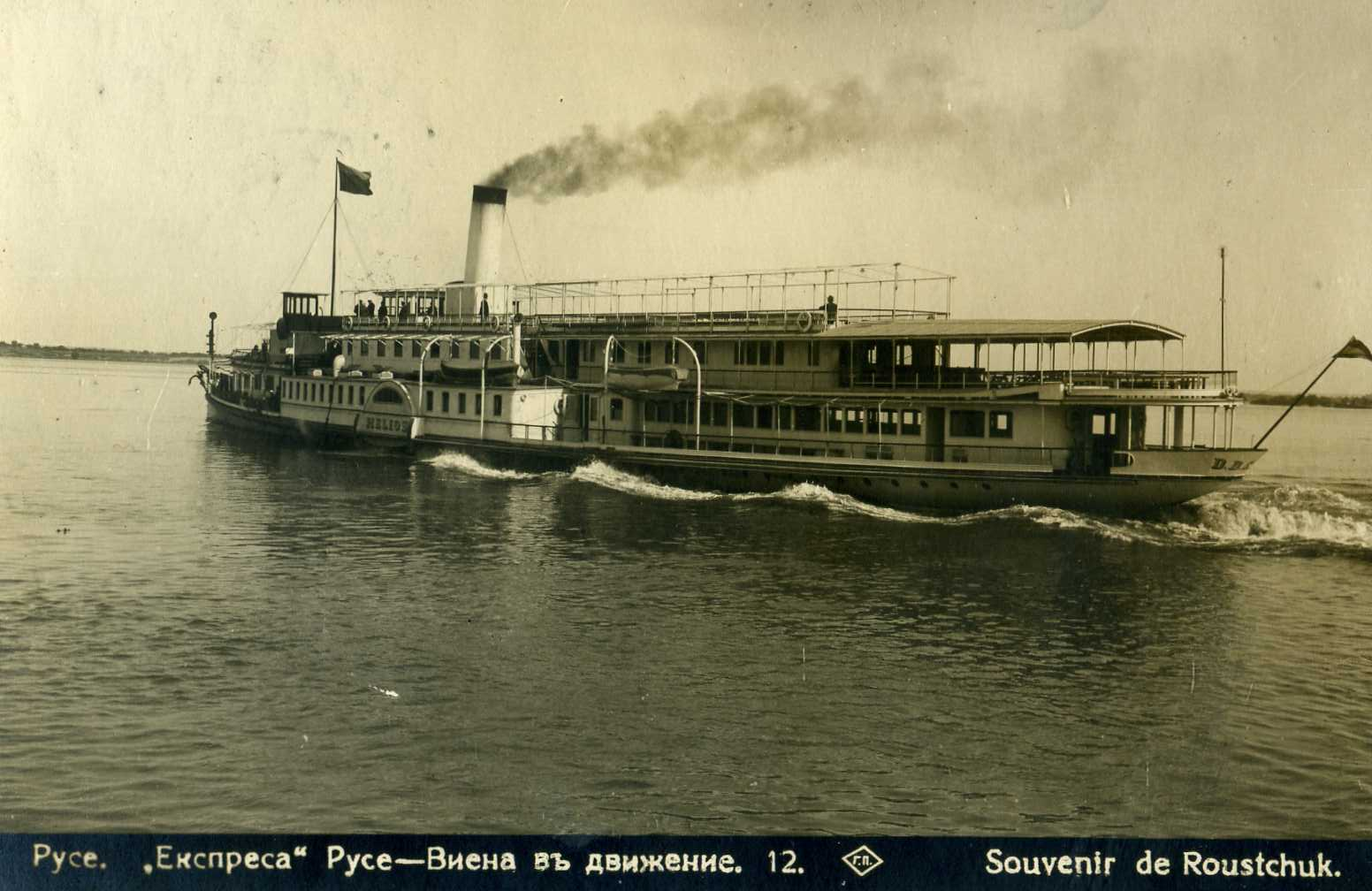
DDSG Expressdampfer Helios (1928)

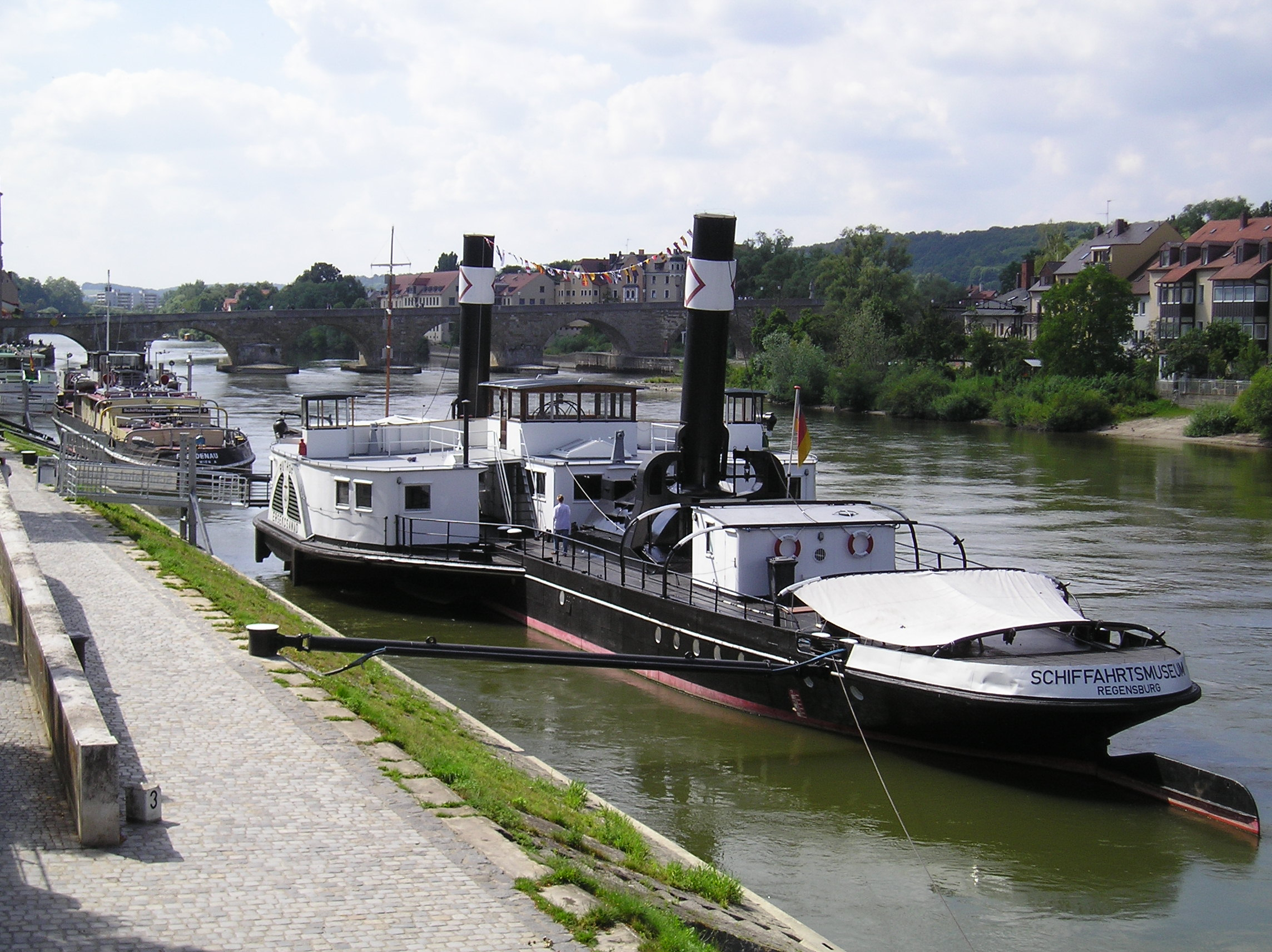
Raddampfschlepper Ruthof / Érsekcsanád (gebaut 1923, heute Donau-Schiffahrts-Museum Regensburg)

Mit dem Aufkommen der Dampfschifffahrt und später der Lokomotiven begann der Niedergang der historischen Donauschifffahrt, die letzten Schiffszüge wurden um 1900 stromaufwärts gezogen. Im Jahr 1812 wurde in Wien das erste Donaudampfschiff probeweise in Betrieb genommen.

#### Die Donau-Dampfschiffahrts-Gesellschaft
Im Jahre 1829, wurde die Erste Donau-Dampfschifffahrts-Gesellschaft (DDSG) ins Leben gerufen. Durch die rasch fortschreitende Entwicklung in der Dampfmaschinentechnik wurden die Schiffe immer größer und schneller, zum Beispiel fuhr das erste DDSG-Dampfschiff Franz I. im Jahre 1830 die Talfahrt von Wien nach Budapest in 14 Stunden 15 Minuten. Für die Bergfahrt von Budapest nach Wien benötigte es 48 Stunden 20 Minuten. 1834 passierte mit der Argo erstmals ein Dampfschiff das Eiserne Tor und ab September 1837 befuhr das Schiff Maria Anna die Strecke Wien – Linz und zurück.
Die DDSG entwickelte sich in Folge zur größten Binnenreederei der Welt und dominierte mit ihren zeitweise 200 Dampfschiffen und über 1.000 Frachtkähnen jahrzehntelang den Verkehr auf dem Fluss. Allein im Jahr 1888 wurden über 1,6 Millionen Passagiere befördert. Eine Spezialität der Reederei waren neben Post- und Eildampfern sowie den Lokalfahrten im Nahbereich von Wien und Budapest vor allem der Expressdienst an die untere Donau, getreu dem Motto „von Passau bis zum Schwarzen Meer“. Die Reederei übernahm nicht nur die Postbeförderung auf der Donau, sondern erlangte durch ihre Dominanz eine sehr große Popularität, im deutschen Sprachraum wurde vor allem der Donaudampschiffahrtsgesellschaftskapitän als Beispiel für ein Schachtelwort bekannt. Erst der für Österreich-Ungarn verlorene Erste Weltkrieg und die Internationalisierung der Donau sollten das de facto Monopol der DDSG auf dem Fluss brechen.
Eine in Regensburg 1835 gegründete Schifffahrtsgesellschaft eröffnete eine eigene Werft und ließ hier das erste mit Dampf betriebene deutsche Donauschiff vom Stapel laufen, am 25. August 1837. Nach einigen erfolgreichen Probefahrten erfolgte am 17. Oktober 1837 die feierliche Schiffstaufe auf den Namen Ludwig I. Die Baupläne hatte ein Ingenieur Röntgen geliefert, nachdem gestandene Schiffsbauer dem Dampfantrieb keine Chance eingeräumt hatten. Ab dem Jahr 1839 fuhr das Dampfschiff Ludwig I. nach einem festen Fahrplan.
Eines der letzten Exemplare eines Donaudampfschiffs, der Zugdampfer Ruthof, ist in Regensburg als Museumsschiff zu besichtigen. Das Schiff wurde 1922/1923 durch die Schiffswerft Christof Ruthof für den Bayerischen Lloyd erbaut. Ebenso betreibt die Österreichische Gesellschaft für Eisenbahngeschichte mit der 1912 von der Schiffswerft Obuda für die DDSG gebauten Schönbrunn den letzten betriebsfähigen Schaufelraddampfer auf der Donau.
Mitte bis Ende des 19. Jahrhunderts war auch die Blüte der Kettenschleppschiffe, die sich an einer zuvor fest in der Fahrrinne des Flusses verlegten Kette mit Dampfmaschinenkraft den Fluss „hinaufzogen“. Solche Ketten wurden zuerst für die Strecke Wien–Pressburg verlegt, 1891 auch bei Ybbs und Regensburg.

#### Nach 1918

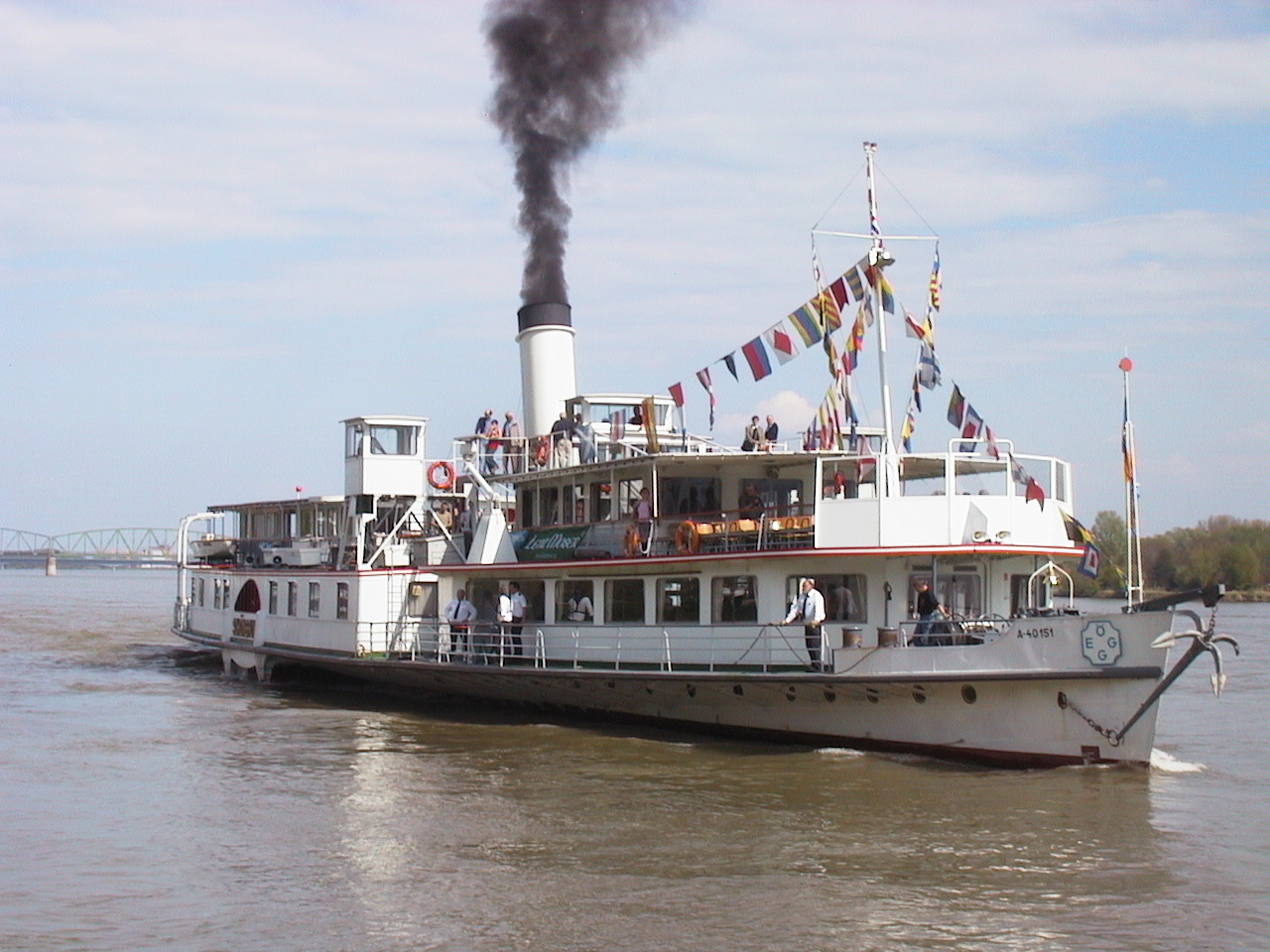
Die Schönbrunn ist der letzte erhaltene DDSG-Passagierdampfer

Ursprünglich war die Donau ein offener Handelsfluss, nutzbar für jedermann, trotzdem nahm jedes Uferland Handelszölle. Im Pariser Frieden 1856 wurde das Recht des freien Handels auf der Donau erstmals kodifiziert und eine Europäische Donaukommission gegründet, angelehnt an die Bestimmungen der Wiener Kongressakte von 1815 zur freien Schifffahrt. Dieses Recht auf freien Handel auf der Donau wurde durch das Abkommen von Barcelona am 20. April 1921 bekräftigt.
Nach dem Zweiten Weltkrieg, am 18. August 1948, wurde auf der Belgrader Konferenz in der Konvention über die Regelung der Schifffahrt auf der Donau dieses Recht erneut festgeschrieben: das Befahren der Donau ist Schiffen aller Flaggen erlaubt, nur Kriegsschiffen fremder Flagge ist das Befahren der Donau untersagt. Die Einhaltung der Regeln und die Erhaltung der Schifffahrtstauglichkeit werden durch die Internationale Donaukommission überwacht. Auf ihren Vorgaben beruht die in Deutschland geltende Donauschifffahrtspolizeiverordnung.
Von 1946 bis 1955 (damals stand ein Teil von Österreich unter sowjetischer Besatzung) errichteten „die Russen“ (wie die Sowjetsoldaten bis heute umgangssprachlich genannt werden) mit ihrer Verwaltung USIA beschlagnahmter Großbetriebe in der sowjetischen Zone ein eigenes, von österreichischen Instanzen nicht kontrollierbares Wirtschaftsimperium, zu dem u. a. die Ölförderung im Marchfeld und die österreichische Donauschifffahrt gehörten.

### Schifffahrt seit dem Ende des 20. Jahrhunderts

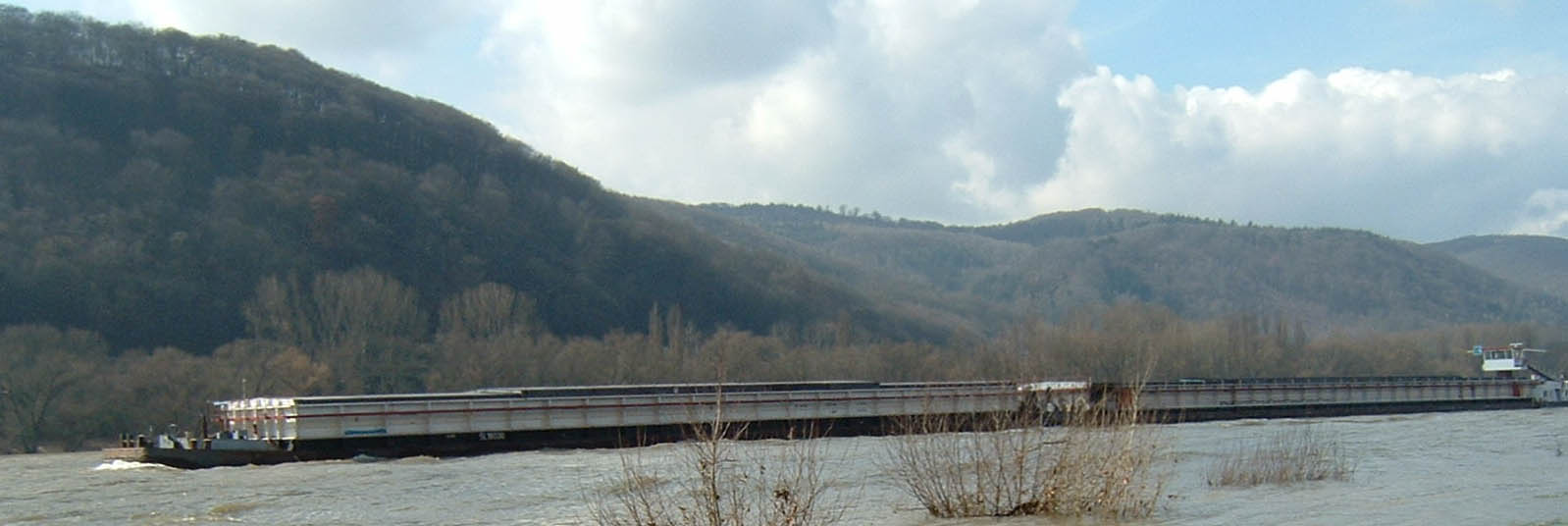
Donauschubverband

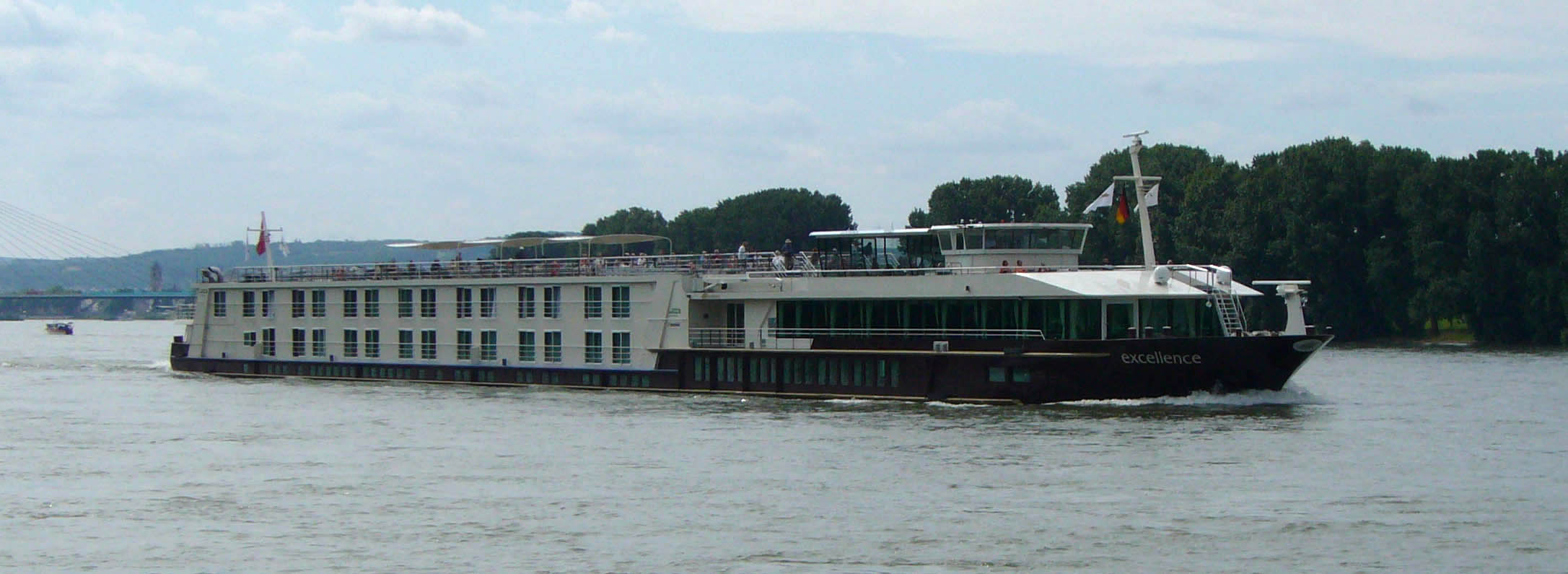
Flusskreuzfahrtschiff Excellence

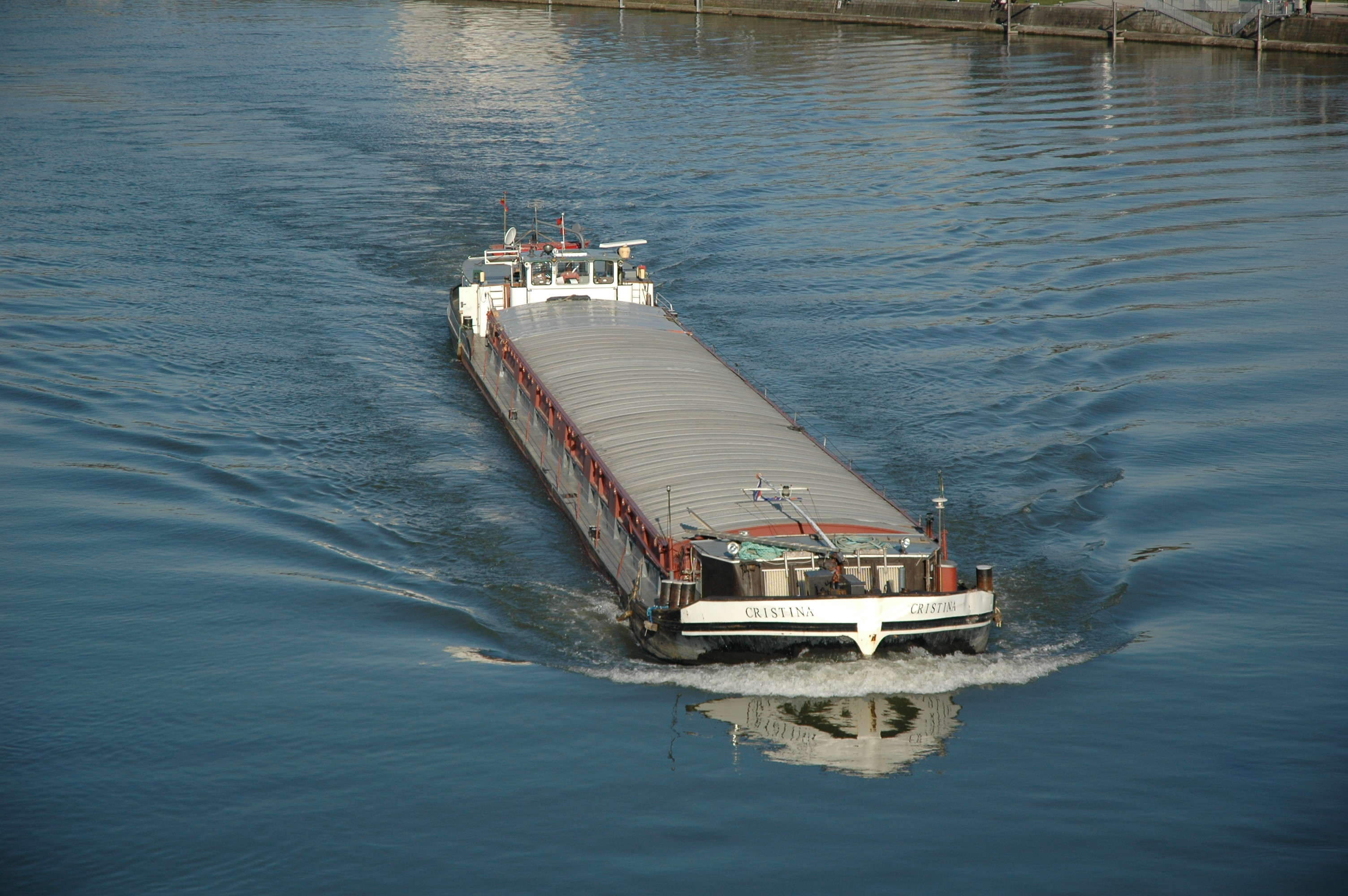
Massengutfrachter in Linz, Österreich

Die Stromgeschwindigkeit liegt selbst bei Hochwasser – solange noch geschleust wird – nicht über 10 km/h, die ehemals berüchtigten Hexenkessel wie etwa das Eiserne Tor oder die Stromenge bei Grein sind durch Staustufen entschärft worden und problemlos zu überwinden.
Seit etwa den 1990er Jahren befahren verschiedene Schiffstypen die Donau. Neben rund 100 Flusskreuzfahrtschiffen, welche zu Mehrtags-Kreuzfahrten vor allem zwischen Passau, Wien, Budapest und dem Schwarzen Meer ablegen, sind viele Frachtschiffe und zahlreiche Tagesausflugsschiffe auf der Donau unterwegs.
Die oft durchaus bedeutenden Strudel sind zwar gewöhnungsbedürftig, für den aufmerksamen Rudergänger aber nicht gefährlich. Nur der Einsatz eines Autopiloten ist an diesen Stellen stark eingeschränkt, zumindest im Bereich der oberen Donau, und bei Niedrigwasser auch dort, wo sich das Fahrwasser gelegentlich von mehreren Kilometern auf wenige hundert Meter Breite verengt. Das ermöglicht in diesem Bereich auch erstmals den Einsatz von Containerschiffen. Ein großes Containerterminal ist in Russe (Bulgarien) entstanden, das an eine Eisenbahnlinie angeschlossen ist.
Auf der unteren Donau bis zur Nordgrenze Rumäniens wird vor allem mit Schubverbänden von bis zu 10 Einheiten – ein Schubboot und neun Schubleichter, dies ergibt eine Transportkapazität von 15.000 t – gearbeitet, auf der mittleren Donau bis zur Nordgrenze Ungarns mit bis zu fünf Einheiten und im oberen Bereich mit drei Einheiten. Ein großer Teil der Fracht besteht dabei aus Massengütern wie Kohle und Baustoffen.
Zu massiven Eingriffen in den Frachtbereich führten Regelungen der ungarischen Regierung zu Beginn des Jahres 2012, die die Anzahl der Bargen in Schubverbänden herabsetzte und ihren Tiefgang auf Werte limitierte, wie er üblicherweise nur bei Niedrigwasser gefahren wird. Dadurch werden die Transportkapazitäten (künstlich) stark verringert und die Transportkosten verteuert.

## Donauausbau – Die frei fließende Donau zwischen Straubing und Vilshofen

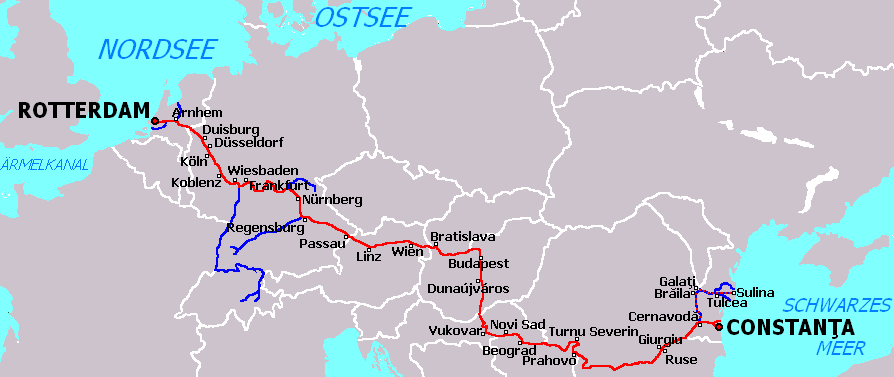
Die Schifffahrtsroute Rotterdam-Constanța ist die kürzeste schiffbare Verbindung zwischen der Nordsee und dem Schwarzen Meer über den Rhein, Main, Main-Donau-Kanal, die Donau und den Donau-Schwarzmeer-Kanal.

Seit der Inbetriebnahme des Main-Donau-Kanals im Jahr 1992 besteht eine Schifffahrtsverbindung von Rotterdam bis zum Schwarzen Meer. Bei Normalwasser (rund 144 Tage im Jahr) ist die Donau auf dieser Strecke für Schiffe mit einem Tiefgang von bis zu 2,50 m ausgelegt; bei extremem Niedrigwasser kann der schiffbare Tiefgang zwischen Straubing und Vilshofen bis auf 1,10 m abnehmen. In diesem Fall müssen die passierenden Schiffe teilweise entladen (geleichtert) werden. Da der Donauabschnitt zwischen Straubing und Vilshofen rund 221 Tage im Jahr zu wenig Wasser führt, müssen Schiffe oft 50 % oder sogar 75 % ihrer Ladung ausladen. Die entladene Fracht wird meistens in einem oder mehreren Schiffen geleichtert oder auch mit LKW und (selten) mittels Güterzug an der Donau entlang weiterbefördert. Normalerweise wird bei Bergfahrt in Passau (Bayernhafen Passau) entladen und, falls nötig, das Schiff in Regensburg (Ost oder Westhafen) wieder beladen. Kommt das Schiff aus dem Main-Donau-Kanal, also bei Talfahrt, wird es in Regensburg geleichtert und in Passau wieder beladen. Die Donau ist in diesem Zustand daher auch ein erheblicher Engpass. Das Güteraufkommen auf dem Main-Donaukanal ist deshalb auch niedriger als prognostiziert, da Verlader und Schiffer keine Garantie für eine problemlose Fahrt abgeben können und Leichtern mit erheblichen Kosten verbunden ist: zuerst die Umschlagkosten (€5–10/Ton, zwei Mal) und zusätzliche Transportkosten (€5000-€20.000), wo normale Tarife von zum Beispiel Rotterdam nach Linz rund €20-€30/Ton sind. Außerdem ist das Durchfahren der Strecke eine Herausforderung für Schiffsführer, da enge Kurven, starke Strömung und viele Untiefen in der Talfahrt äußerste Konzentration fordern. Die Bergfahrt ist von der starken Strömung und den engen Kurven weniger betroffen, aber desto mehr von den vielen Untiefen. Außerdem sind fast alle Kurven in dieser Strecke nur einschiffig zu befahren, was dazu führt, dass die Bergfahrt oft warten muss, bis die Talfahrt vorbei ist. Eine Bergfahrt von Vilshofen nach Straubing dauert somit neun bis zwölf Stunden; allein das Durchfahren der Mühlhamer Schleife kostet schon 1–1,5 Stunden. Im Vergleich: die Bergfahrt von Straubing nach Bad Abbach, auch 69 km, dauert inklusive dreier Schleusen 6–7 Stunden.
Der etwa 70 km lange Donauabschnitt zwischen Straubing und Vilshofen ist der letzte längere frei fließende Donauabschnitt in Deutschland. Für diesen Bereich gab es Pläne, die von Kelheim bis zur deutsch-österreichischen Grenze als Bundeswasserstraße ausgewiesene Donau auch hier für einen ganzjährigen Tiefgang von 2,50 m auszubauen, und vor allem auch eine problemlose Fahrt mit 4er Schubverbänden bis Regensburg zu ermöglichen. Erste Planungen sahen eine niedrige Staustufe bei Waltendorf (Niederwinkling) vor, damit die Reibersdorfer Kurven für 4er Schubverbände zureichend ausgebaut werden konnten. Von Waltendorf bis Deggendorf sollte die Donau weiterhin frei fließen, nach Flussbaggerungen und bei Osterhofen sollte es eine zweite Staustufe geben mit Umgehungskanal für die engen Kurven im Bereich Winzer (Niederbayern)-Pleinting. 35 km von den 69 km der frei fließenden Donau sollten durch diese Maßnahmen leicht aufgestaut werden. Es gab aber auch Ausbauvarianten mit einer oder drei Staustufen und eine Variante ohne Staustufen. Nach jahrelangem Streit waren zwei Ausbauvarianten übriggeblieben, die 'Variante A' und die 'Variante C 2,80'. Beide Varianten würden aber die (Tal-)Fahrt auf Grund der engen Kurven mit 4er Schubverbänden nicht zulassen.
Die mit Bundestagsbeschluss aus dem Jahr 2002 gewünschte Variante A beschränkte sich auf flussbauliche Maßnahmen und hätte das ökologisch günstige Fließen auf einer längeren Strecke (ca. 10 km) erhalten als dies mit der 'Variante C 2,80' der Fall gewesen wäre. Variante C 2,80 sah das Abschneiden der Donauschlinge Mühlhamer Schleife bei Aicha vor mit einer Schleuse für die Schifffahrt. In der Mühlhamer Schleife war ein permanent überströmtes niedriges (2–3 m) Schlauchwehr vorgesehen das das Donauwasser weiterhin durch die Schleife fließen ließ, ähnlich wie beim Laufwasserkraftwerk Straubing, nur vier Mal so niedrig und ohne Wasserkraftwerk. Es brauche diese Staustufe, da dieser Abschnitt auf Grund der höheren Fließgeschwindigkeit schwer mit sonstigen Maßnahmen auszubauen wäre, im Gegensatz zu den Strecken Straubing-Deggendorf und Winzer (Niederbayern)-Vilshofen an der Donau die vielerorts schon über den vorgesehenen Tiefgang verfügen. Diese Variante wurde zeitweise vom Land Bayern gefordert. Bei Verwirklichung von Variante C 2,80 wäre es zu einem Rückstau des Wassers bis in das Isarmündungsgebiet gekommen.
Die Schiffsfahrtsbedingungen wären aber deutlich verbessert: die rund 75 cm zusätzliche Fahrinnentiefe würde statt 144 Tage im Jahr an 301 Tagen eine Abladetiefe von 2,5 m ermöglichen und in den übrigen Tagen deutlich bessere Verhältnisse als jetzt, womit diese Strecke die gleichen Verhältnisse zeige, wie zum Beispiel der Mittelrhein (310 Tage/Jahr) und Wachau (300 Tage/Jahr). Die bei der 'Variante A' vorgesehene zusätzliche Fahrinnentiefe von 20 cm wird nur ab 200 Tagen im Jahr eine Abladetiefe von 2,5m ermöglichen, womit die gleichen Probleme, vor allem die Unzuverlässigkeit der Wasserstraße, bestehen bleiben. Das vorgesehene Wehr würde aber genau im Schutzgebiet Staatshaufen und im Bereich der Isarmündung das Wasser aufstauen, was die für diese Gebiete so wichtige Flussdynamik einschränken würde, da der Wasserpegel bei Niedrigwasser künstlich höher gehalten wird.
Im Januar 2013, etwa acht Monate vor der Landtagswahl 2013, legte sich der bayerische Ministerpräsident Horst Seehofer (CSU) fest: in seiner Amtszeit werde es keine Staustufe geben. Seehofers damaliger Koalitionspartner FDP hatte schon zuvor gegen die Staustufe plädiert; ebenso die drei Oppositionsparteien im bayerischen Landtag.
Die Ausbauvariante A ist derzeit (2023) in Ausführung. Die erste Teilabschnitt von Straubing bis Hafen Straubing-Sand ist seit August 2023 fertig. In diesem Abschnitt ist die Donau um 65 cm vertieft, damit der Hafen 300 Tage im Jahr mit 2,5 m Tiefgang von Westen erreicht werden kann, was mit der 'Variante C 2,80' für die ganze Strecke vorgesehen war. Derzeit wird die Strecke bis Deggendorf weiter ausgebaut und so um 20 cm vertieft. Planungen für die Strecke Deggendorf-Vilshofen laufen noch (2023).

## Binnenschiffe der Donauländer

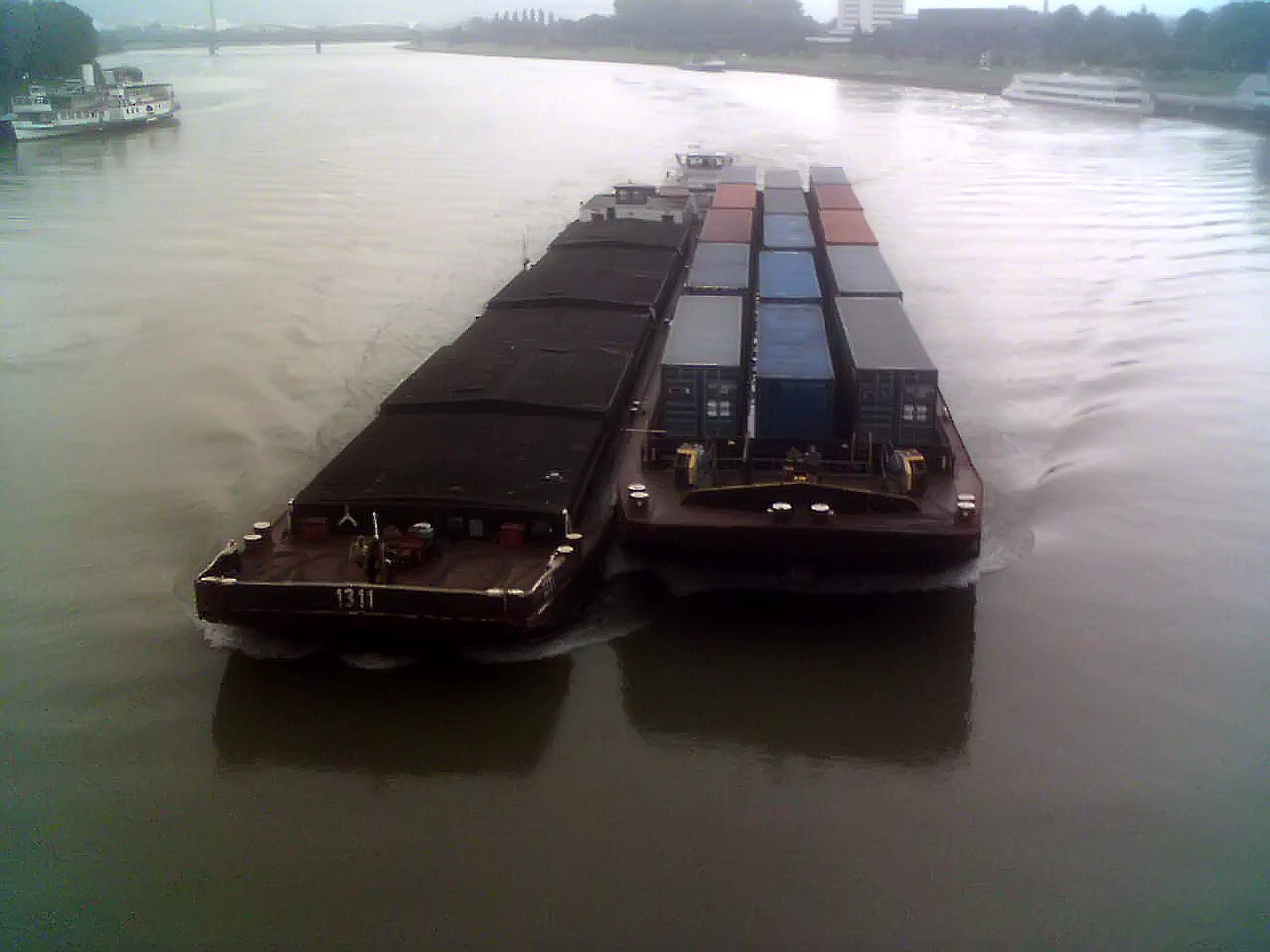
Schubverband in Linz

Anders als auf dem Rhein und seinen Nebenflüssen wird in den Donauländern überwiegend die kostengünstigere Schub- und Schleppschifffahrt betrieben. Es sind 325 Gütermotorschiffe und 24 Tankmotorschiffe gemeldet. Die Flotte der Schub- und Schleppboote umfasst 298 Schubboote, 358 Schlepper und 104 Schub-Schleppboote. Dazu kommen 1.906 Schubleichter und 1.192 Schleppschiffe, außerdem noch 127 Fahrgastschiffe, zahlreiche Ausflugsschiffe sowie Fährschiffe.
| - Bulgarien 292 - Kroatien 184 - Ungarn 613 - Republik Moldau 19 - Rumänien 1.396 | - Serbien 678 - Slowakei 292 - Ukraine 670 - Österreich 190 |

- Gesamtzahl = 4.334 (Zum Vergleich: Gesamtzahl Rheinanliegerstaaten = 12.134)

## Frachtschiffstypen auf der Donau

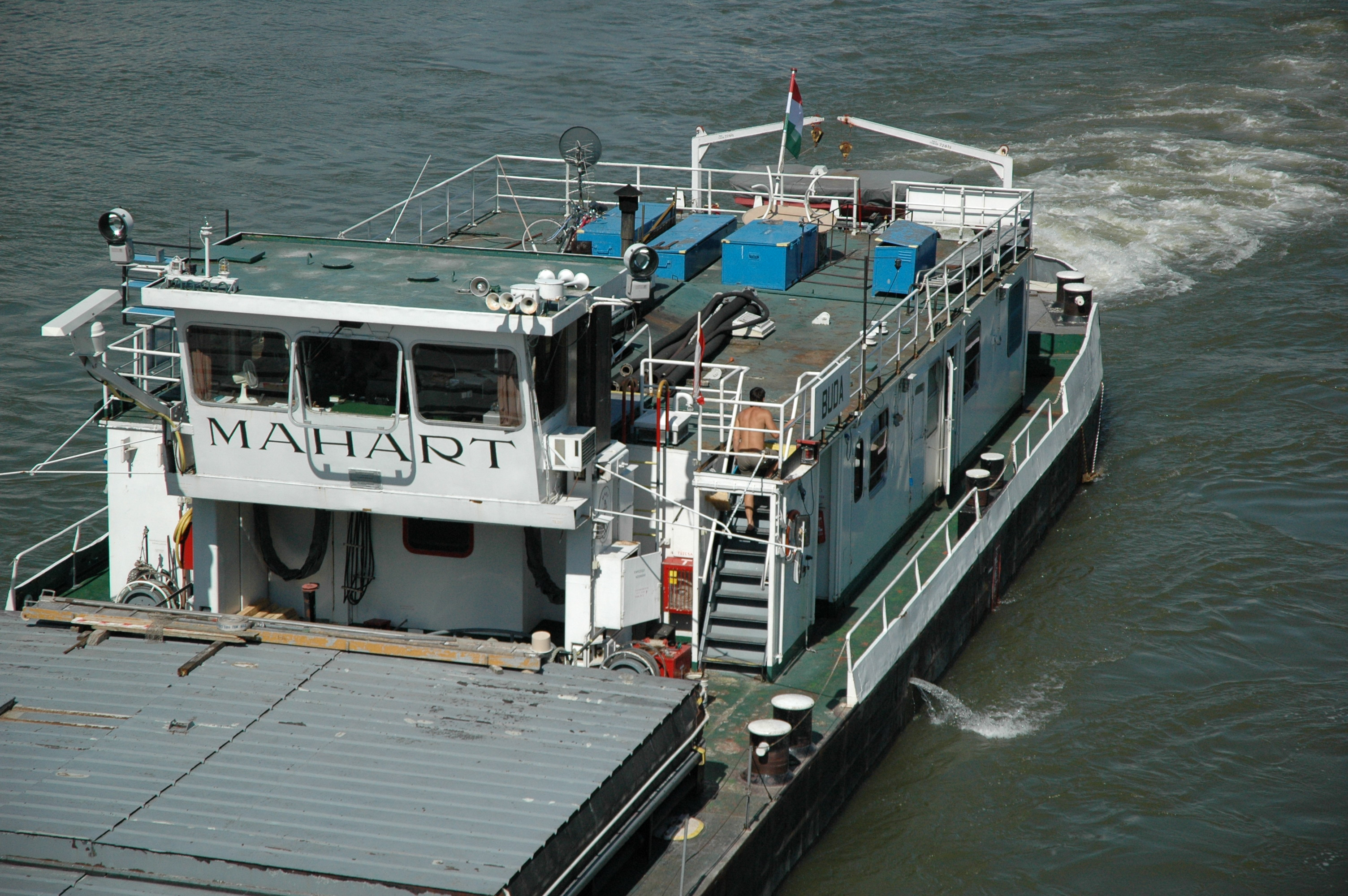
Frachtschiff der MAHART-PassNave in Linz.

- RoRo-Schiffe zum Transport von Sattelaufliegern.
L=114,0m, B=22,8m, T=1,65m, Tragfähigkeit 1.372 Tonnen oder 49 Auflieger, 2×910 kW
- Ro-Ro Leichter.
L= 76,5m, B=11,4m, T=2,7m, Tragfähigkeit 1.800 Tonnen oder 42 Auflieger auf zwei Decks, 220 kW Bugstrahl
- Standard-Schubboot L=34,6m, B=11,0m, T=2,0m, 2×880 kW
- Große Schubboote, L=40,45m, B=13,0m, T=2,0m, 3×1.294 kW, kann bis zu zwölf Leichter je 1.700 Tonnen schieben.
- Schub-Schleppboot TTR 2.000, L =57,60m, B =8,7m, T =1,7m, 1.472 kW
- Eisbrecher, L=42,4m, B=10,3m, T=2,0m, 2x700 kW Dieselgeneratoren auf zwei 560 kW Azimutantriebe.
- Motorschiff DNL 2.000 L = 101,8m, B = 14,18m, T = 2,4m, 1.030 kW, 2.000 Tonnen
- Motorschiff DNL 1.000 L = 79,50m, B = 10,16m, T = 2,0m, 721 kW, 900 Tonnen
- Motorschiff MNL 1.500 L = 106,0m, B = 11,20m, T =2,40m, 1.030 kW, 1.500 Tonnen.
- Leichter KVC 1.000 L =80,0m, B = 10,0m, T =1,9m, 900 Tonnen (Schleppschiff)
- Leichter TTC 1.500 L = 79,2m, B = 11,0m, T =2,4m, 1.570 Tonnen (Tankleichter)
- Ro-Ro-Leichter L = 82,0m, B =11,4m, T = 1,6m, 970 Tonnen

- Auf der unteren Donau verkehren auch Schubleichter mit den Abmessungen 38,25 × 11,40 × 2,50 Meter und einer Tragfähigkeit von 1.100 Tonnen.

## Transportaufkommen der Donauländer 2004

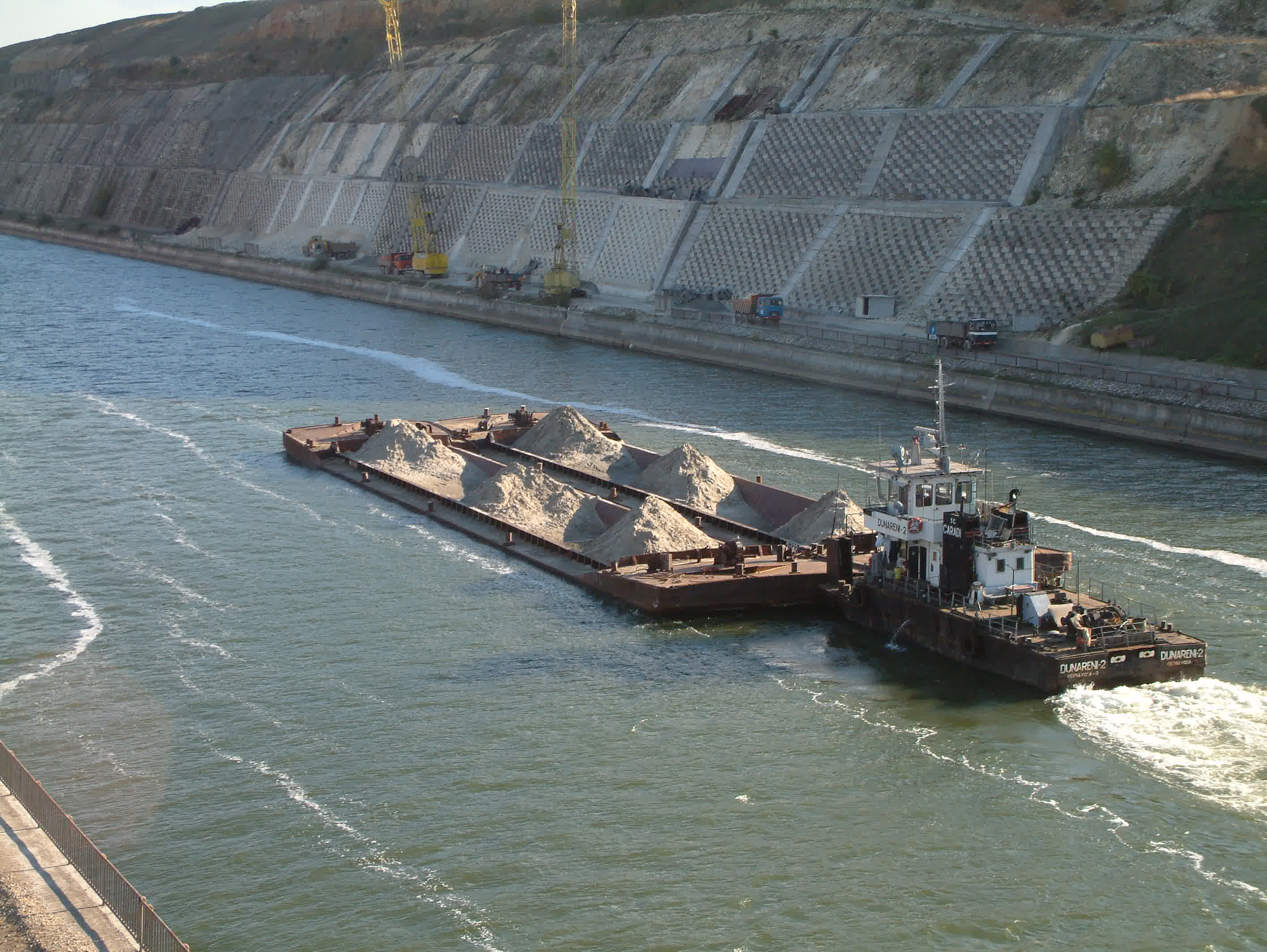
Schubverband im Schwarzmeer-Kanal, Rumänien

- Ukraine 9.648.800 Tonnen davon 866.600 t gelöscht
- Republik Moldau 21.000 Tonnen davon 21.000 t gelöscht
- Rumänien 18.981.000 Tonnen davon 13.144.000 t gelöscht
- Bulgarien 5.119.700 davon 4.570.200 t gelöscht
- Serbien 7.888.000 Tonnen davon 5.426.000 t gelöscht
- Kroatien 667.000 Tonnen davon 553.000 t gelöscht
- Ungarn 4.953.000 Tonnen davon 2.602.000 t gelöscht
- Slowakei 2.921.000 davon 424.000 t gelöscht
- Österreich 8.089.400 Tonnen davon 6.263.000 t gelöscht
- Deutschland 8.476.000 Tonnen

- Total = 66.764.900 Tonnen

## Weitere Schiffe im Strom

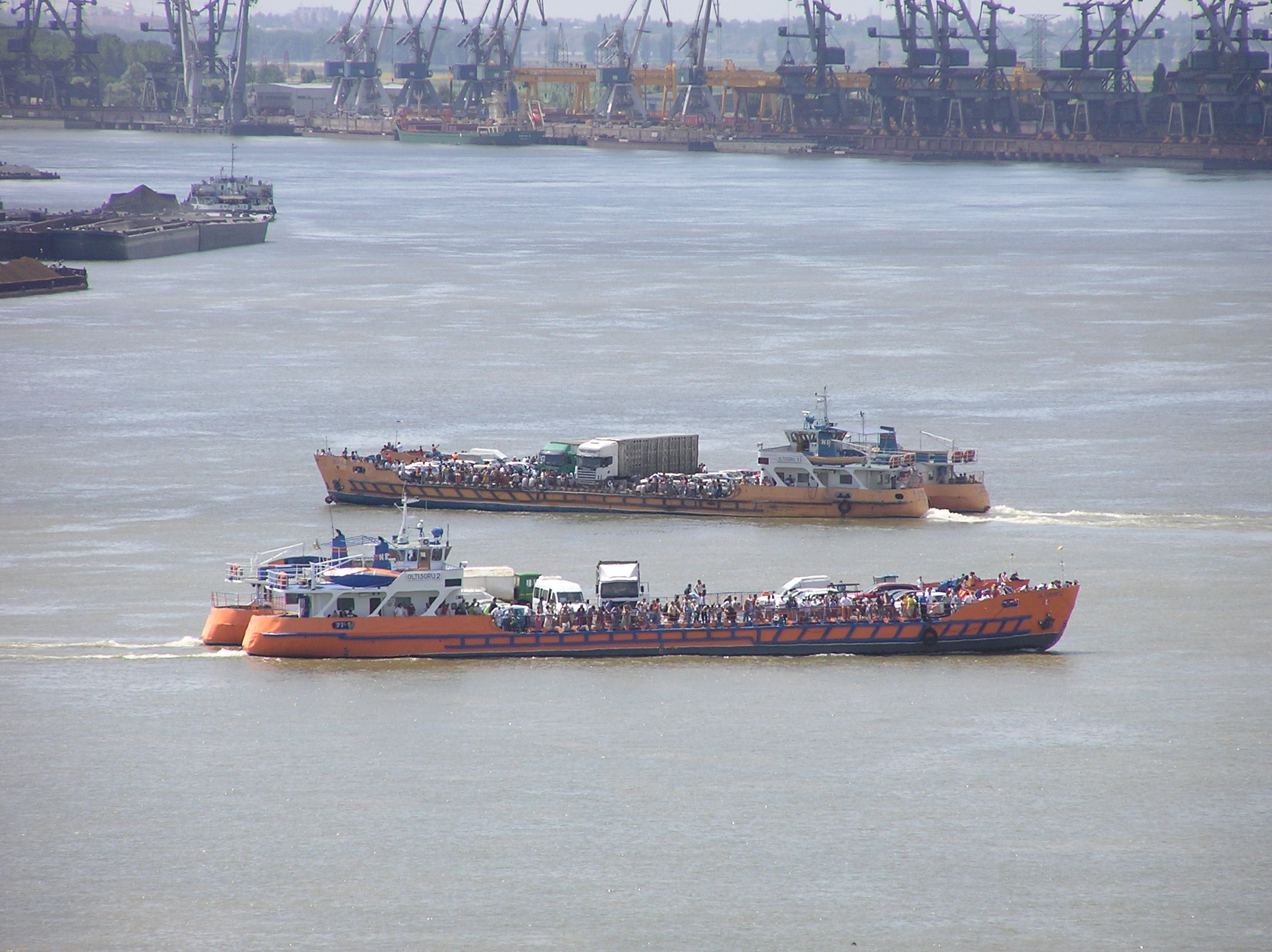
Donaufähren bei Galati, Rumänien

Eine noch immer bedeutende Rolle spielen Fähren, die Einwohner und Touristen (z. B. Radfahrern auf dem Donauradweg) vom einen Ufer der Donau zum anderen befördern. Sie sind dort im Einsatz, wo der Bau einer festen Brücke zu kostspielig wäre. Die Fähren werden von den anliegenden Gemeinden unterhalten und sind meist kleine dieselbetriebene Schiffe oder durch die Strömung angetriebene Rollfähren. Bekannte Fährstrecken sind Mariaposching–Stephansposching, Weltenburg–Stausacker, Arndorf-Spitz, Weissenkirchen-St. Lorenz, Obernzell, Prüfening oder Korneuburg–Klosterneuburg.

## Donau-Schwarzmeer-Kanal
Bei Kilometer 300 zweigt der Donau-Schwarzmeer-Kanal (Cernavodă-Kanal) ab. Dieser Kanal verfügt über zwei Schleusen und verkürzt den Weg zum Schwarzen Meer.
Er ist für Einzelfahrer bis 5.000 Tonnen und Höchstabmessungen von 138,3 × 16,8 × 5,5 Meter zugelassen. Für Schubverbände gelten die Maße 296 × 22,8 × 3,8 Meter. Bei Poarta Albă zweigt der Nordarm, eine Kanalverbindung zur Erdölraffinerie Midia-Năvodari ab. Dieser Abschnitt darf mit folgenden Abmessungen befahren werden: 119,4 m Länge, 11,4 m Breite und 3,8 m Tiefgang.

## Tagesausflugsunternehmen
Dort gibt es einen Überblick über die wichtigsten Tagesausflugs-Schifffahrts-Reedereien in Deutschland, Österreich, der Slowakei und Ungarn.

## Freizeitschifffahrt
Seit dem Fall des Eisernen Vorhangs und dem Ende des letzten Balkankrieges hat auch der Sportboot-Tourismus stark zugenommen. Die gesamte Donau ist inzwischen selbst für unerfahrene Bootsführer leicht befahrbar. Auf exakte Karten sollte jedoch keinesfalls verzichtet werden, da alleine die Austonnung als Navigationshilfe für Freizeitboote nicht ausreicht. Es gibt einen Mangel an Marinas (Stand im Jahr 2012). Seit 1956 wird jährlich die Tour International Danube (TID) zwischen Deutschland und dem Schwarzen Meer von Freizeitsportlern mit Kajaks und Ruderbooten durchgeführt.
Um die Donau befahren zu dürfen, ist für Freizeit-Skipper ein gültiger Befähigungsausweis für Wasserstraßen erforderlich. In Österreich ist die am weitesten verbreitete Form das „Schiffsführerpatent 10 Meter“, welches hinsichtlich Ausbildungsumfang und Gültigkeit bis auf geringfügige Unterschiede mit dem deutschen „Sportbootführerschein Binnen“ gleichgesetzt werden kann. Beide Ausweise werden üblicherweise international ausgestellt, sodass die Gültigkeit des Patents nicht auf den nationalen Donauabschnitt des ausstellenden Staates beschränkt ist, sondern die gesamte Donaulänge beinhaltet und üblicherweise auch andere Wasserstraßen und Binnengewässer abdeckt. Um das Schiffsführerpatent 10 Meter zu erlangen, ist ein Praxisnachweis für das Befahren einer Schleuse erforderlich. Weiters ist eine theoretische und eine praktische Prüfung bei der für das entsprechende Bundesland zuständigen Schifffahrtsbehörde abzulegen. Das geläufig als SFP10M abgekürzte Patent wird ohne Ablaufdatum ausgestellt und ist daher lebenslang gültig. Die Entziehung des Patents bei schweren Verstöße gegen geltende Gesetze ist jedoch möglich.
Segelboote müssen wegen der geringen Schleusen- und Brückenhöhen schon auf Main und Main-Donau-Kanal den Mast legen, können aber ab dem Eisernen Tor wieder segeln – die letzte Brücke hat 21 m lichte Höhe und kann auf 29 m angehoben werden.